# تباعد الهبوط

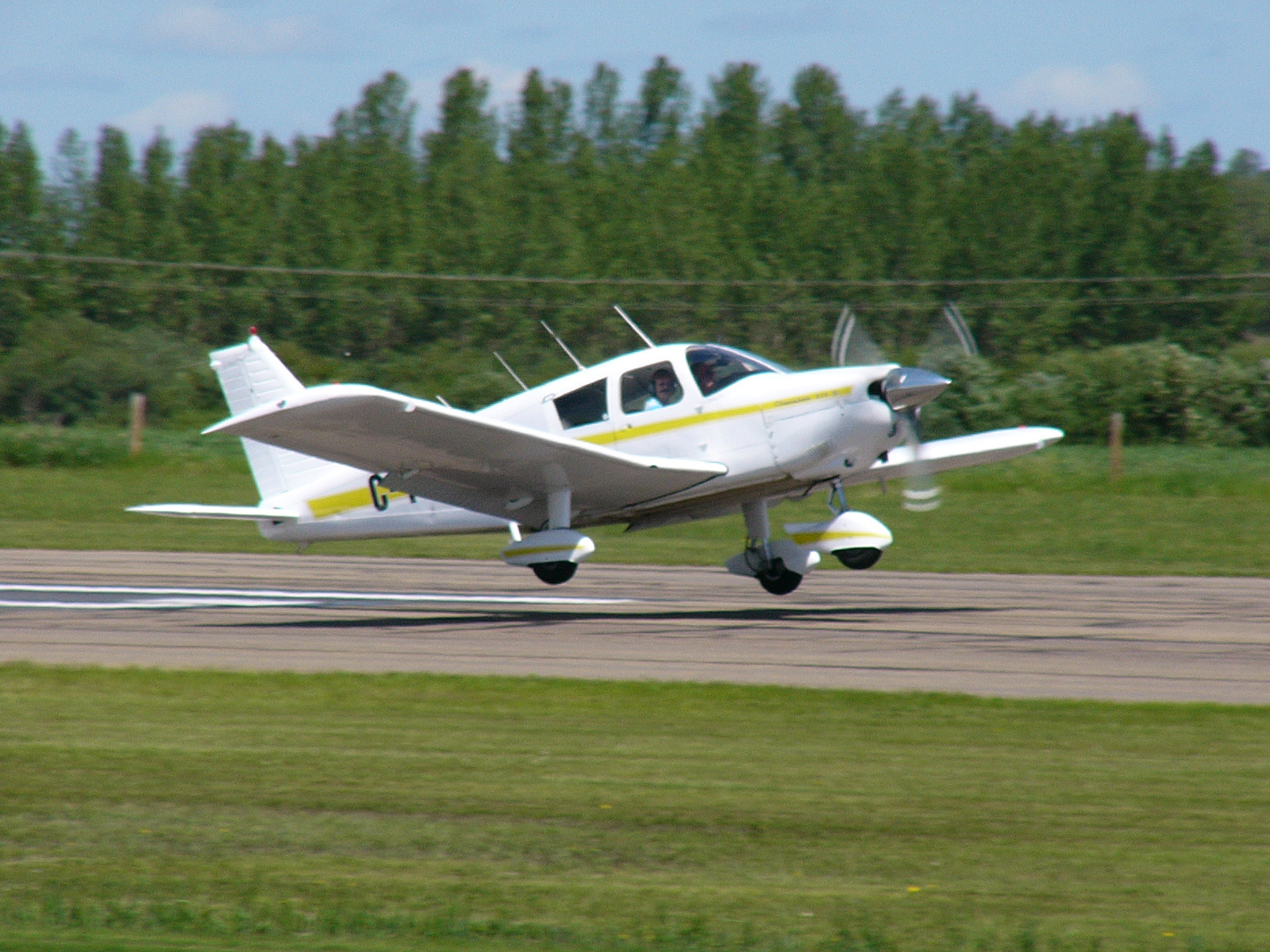
طائرة بايبر PA-28 شيروكي تقوم بتباعد الهبوط

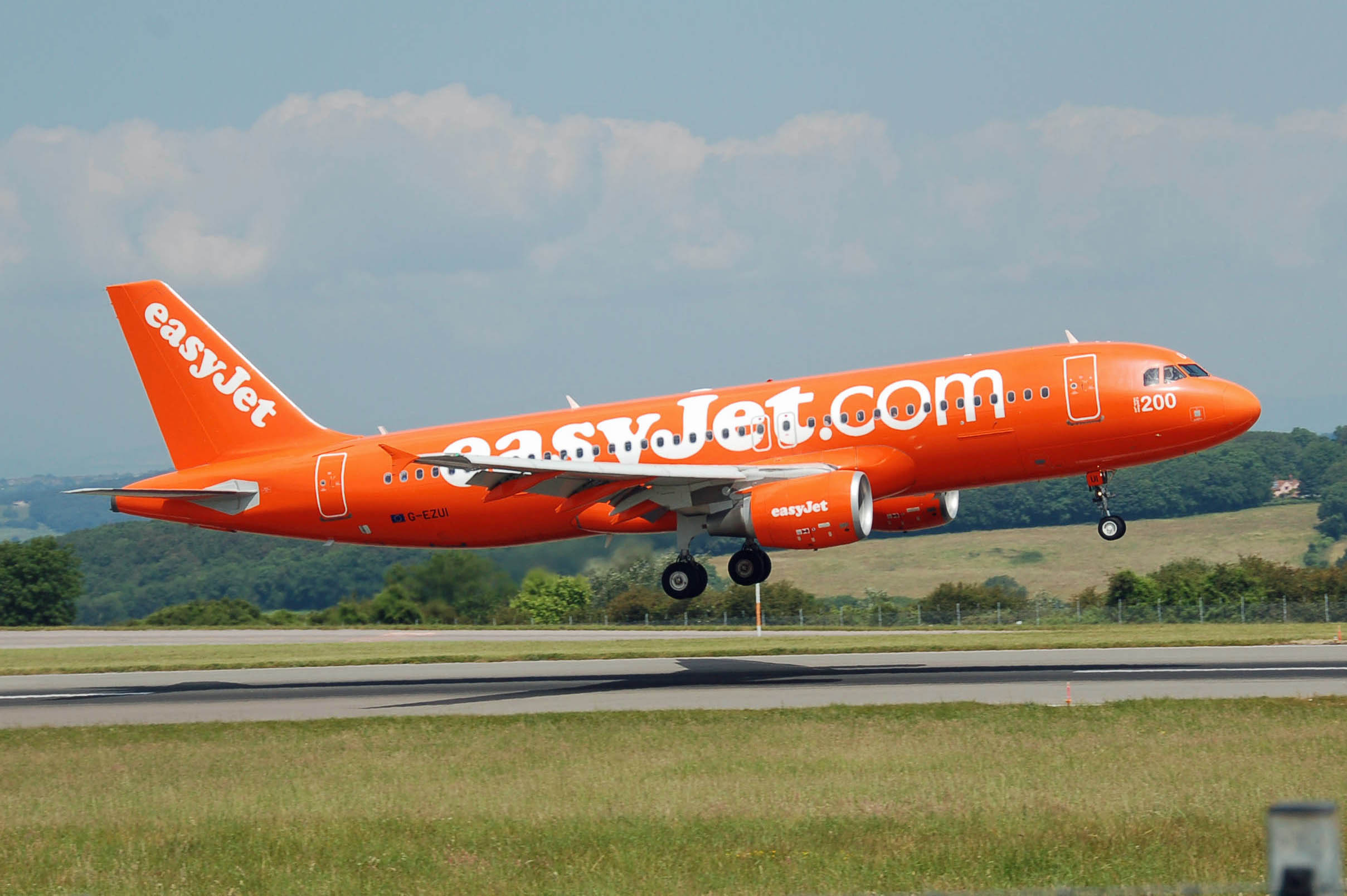
تباعد هبوط لطائرة طيران إيزي جيت إيرباص إيه320 في مطار بريستول، إنجلترا

تباعد الهبوط (landing flare)، والتي يشار إليها أيضًا باسم الدوران (round out)، هي مناورة أو مرحلة أثناء هبوط الطائرة.
يتبع تباعد الهبوط مرحلة الاقتراب النهائية ويسبق مرحلتي الملامسة الأرضية وتدريج الهبوط. في تباعد الهبوط، يتم رفع مقدمة الطائرة، مما يؤدي إلى إبطاء معدل الهبوط وبالتالي إنشاء هبوط أكثر نعومة، ويتم ضبط الموقف المناسب للهبوط. في حالة الطائرات المجهزة بمعدات الهبوط ذات العجلات الخلفية، يتم تعيين الموقف للهبوط على جهاز الهبوط الرئيسي (الأمامي) أولاً. في حالة الطائرات المجهزة بمعدات ثلاثية العجلات، يتم ضبط الموقف للهبوط على جهاز الهبوط الرئيسي (الخلفي). في حالة الطائرات الشراعية المجهزة بمعدات أحادية العجلة، يكون تباعد الهبوط فقط من تسوية الطائرة.
في القفز بالمظلة، يكون تباعد الهبوط جزءًا من سقوط الهبوط المظلي الذي يسبق التلامس مع الأرض ويتم تنفيذه على أرتفاع حوالي 15 قدم (5 م) فوق سطح الأرض.
أثناء هبوط طائرة هليكوبتر، يتم استخدام تباعد الهبوط لتقليل كل من السرعة الرأسية والأفقية وبالتالي السماح لهبوط بسرعة تقترب من الصفر.

## روابط خارجية
- تأثير تحسينات الرؤية التركيبية على أداء توهج الهبوط